# Kunio Maekawa
Kunio Maekawa (前川 國男, Maekawa Kunio; Niigata, 14 mei 1905 – Tokio, 26 juni 1986) was een Japans architect. Hij was een leerling van Le Corbusier, werkte mee aan het Nationaal museum voor westerse kunst in Tokio en introduceerde in Japan een expressieve betonbouw, die van grote invloed is geweest. Hij ontwierp onder meer het Japanse Paviljoen op de Expo in 1958 in Brussel.

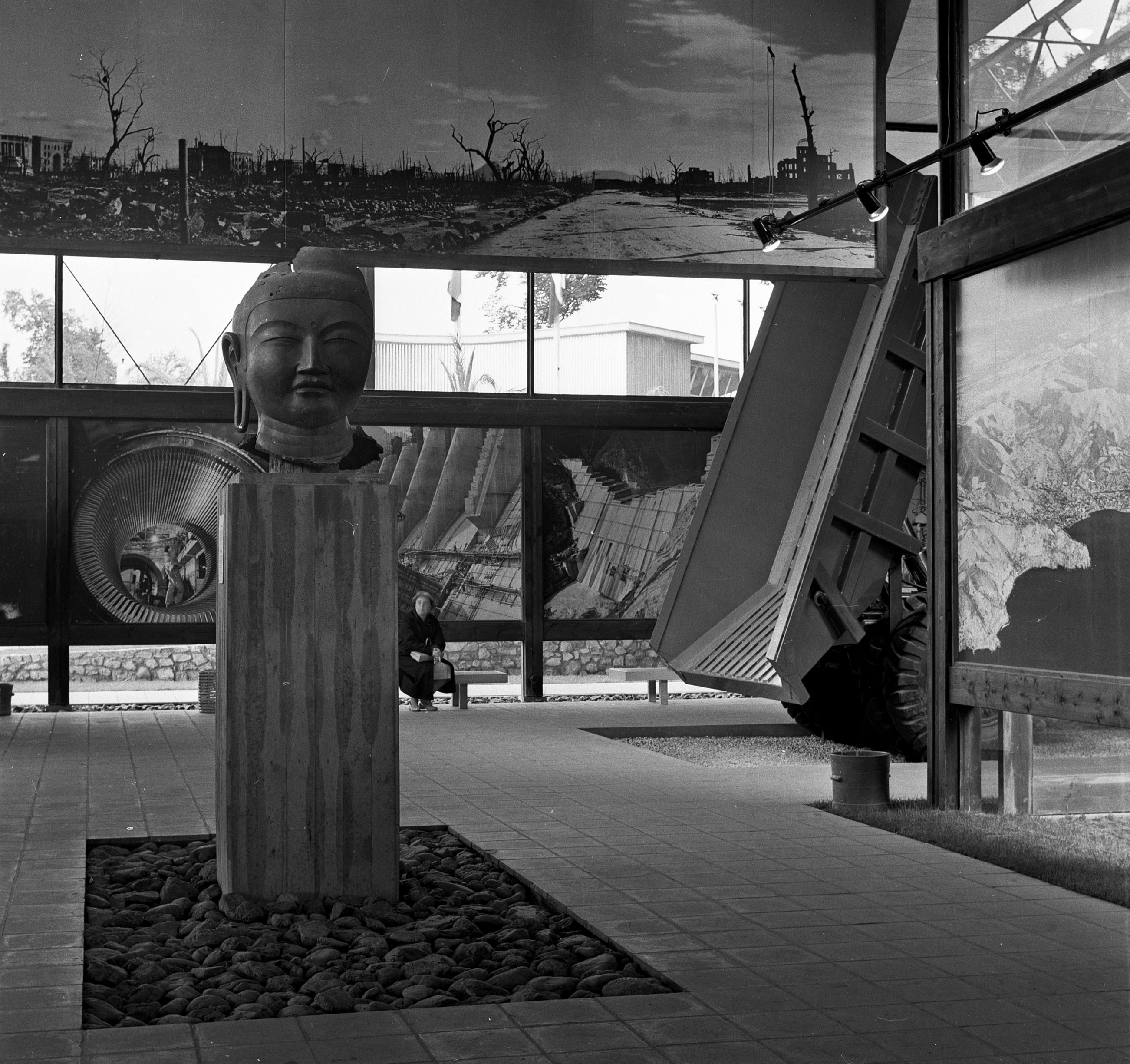
Japans paviljoen op de Expo 58

- Bibsys: 2074413
- CiNii: DA00371603
- Gemeinsame Normdatei: 119169754
- International Standard Name Identifier: 0000 0000 8278 0282
- Library of Congress Control Number: n80072380
- Bibliotheek van het Japanse parlement: 00039494
- Nationale Bibliotheek van Tsjechië: jx20120523001
- Nationale Bibliotheek van Israël: 987007439556805171
- Nederlandse Thesaurus van Auteursnamen: 142691321
- RKD-Nederlands Instituut voor Kunstgeschiedenis: 308179
- SNAC: w6jr52gc
- Système universitaire de documentation: 06773040X
- Union List of Artist Names: 500024616
- Virtual International Authority File: 91944476
- WorldCat: E39PBJrWxQm7Vwkfj3gqjCV6Kd